# Edmund Joensen
Edmund Joensen (ur. 19 września 1944 w Oyri) – farerski polityk, członek Partii Unii (Sambandsflokkurin), z której ramienia był premierem swojego kraju w latach 1994–1998.

## Życie prywatne
Edmund Joensen urodził się 19 września 1944 roku w niewielkiej miejscowości Oyri, położonej w zachodniej części wyspy Eysturoy, w archipelagu Wysp Owczych. Jest synem Poula Joensena (ur. w Oyri) oraz Hansiny Joensen, z domu Samuelsen (ur. w Haldórsvík na Streymoy).
Joensen jest przedsiębiorcą, zajmującym się rybołówstwem. Jego firma O.C. Joensen od 1957 roku odławia ryby z Oceanu Atlantyckiego i przetwarza je. Od 1969 skierował się także w stronę chowu w celach spożywczych. Później, między 1985 a 1994, prezes zarządu szkoły w Oyrabakki, położonego w okolicy rodzinnego Oyri. Później stał się zarządcą firmy, zajmującej się hodowlą ryb w cieśninie Sundini w okolicy miasta, a następnie członkiem zarządu Fiskaaling Pf., przedsiębiorstwa również nastawionego na przemysł rybny w latach 1973–1994.
Ożenił się z Edfríð Joensen, z domu Johannesen, pochodzącą z Norðskáli.

## Kariera polityczna
Swą karierę polityczną Edmund Joensen rozpoczynał jako członek rady gminy Sunda kommuna, w której zasiadał w latach 1970–1980. Na obszarze tej gminy leży Oyri, rodzinne miasto Joensena. Jego partia, Sambandsflokkurin w wyborach przeprowadzonych w 1988 roku zdobyła 7 z 32 miejsc w Løgtingu, czyli farerskim parlamencie, jedno z nich przypadło Edmundowi Joensenowi. Otrzymywał je także w następnych wyborach, aż do roku 2002, gdy został wybrany na kierującego obradami tejże izby (far. Løgtingsformaður). Funkcję tę sprawował do roku 2008, kiedy wystartował ponownie w wyborach parlamentarnych i od 19 stycznia 2008 sprawuje ponownie funkcję członka Løgtingu.
15 września 1994 roku został wybrany premierem swego kraju i sprawował tę funkcję do 15 maja 1998, pełną kadencję parlamentu. W latach 1990–1994 i 1998–2002 sprawował funkcję szefa klubu poselskiego Sambandsflokkurin w farerskim parlamencie, a od 1990 do 2001 był prezesem tejże partii. Jest także, od 13 listopada 2007 członkiem parlamentu duńskiego, jako jeden z dwóch kandydatów z Wysp Owczych. Wcześniej był nim także w okresie 1994–1998. Polityk ten należał do wielu rad wspomagających farerski rząd, głównie tyczących się spraw gospodarki i rozwoju.